# Cándido Bareiro
Cándido Pastor Bareiro Caballero né le 27 octobre 1833 à Luque  et mort le 4 septembre 1880 à Asuncion, est un homme d'État, président du Paraguay du 27 novembre 1878 au 4 septembre 1880.
Cándido Bareiro est le petit-fils de Pedro Juan Caballero par sa mère. 

## Biographie
En 1864, il est nommé chargé d'affaires accrédité auprès des ambassades de Londres et Paris. De retour au pays, il fonde le Club Unión Republicana, ancêtre du parti Colorado. En mai 1870 il est secrétaire du gouvernement Rivarola, puis ministre des Finances dans le gouvernement Uriarte en 1877. 
Au cours de sa Présidence, le Paraguay a pris possession du territoire du Chaco accordée par l'arbitrage du président des États-Unis Rutherford Hayes ; Bareiro signe le traité Decoud-Quijarro avec la Bolivie, mais celui-ci n'a pas été ratifié.
Bareiro est décédé de maladie en cours de mandat.

## Source
- (en) Cet article est partiellement ou en totalité issu de l’article de Wikipédia en anglais intitulé « Cándido Bareiro » (voir la liste des auteurs).